# Đoka Vladisavljević
Đoka Vladisavljević, srbski vojaški zdravnik in general, * 12. april 1866, † 23. avgust 1932.

## Življenjepis
Med balkanskima vojnama je bil načelnik sanitete Vrhovne komande in v času VKJ je bil inšpektor sanitete Ministrstva za vojsko in mornarico ter predsednik Vojaškosanitetnega komiteja.